# 大流乡
大流乡，是中华人民共和国河南省濮阳市清丰县下辖的一个乡镇级行政单位。

## 行政区划
大流乡下辖以下地区：
北岳庄村、韩桥村、孟家村、前李家村、元屯村、水牛李村、吴家庄村、任屯村、李家庄村、刘圈村、邵圈村、罗屯村、苗屯村、大岳庄村、堤洼村、郭村、宋村、前大流村、后大流村、魏庄村、王里固村、谢里固村、罗里固村、陈里固村、青石磙村、高村、店上村、杨庄村、刘庄村、夏庄村和王庄村。